# Goč (Vrnjačka Banja)
Pour les articles homonymes, voir Goč.
Goč (en serbe cyrillique : Гоч) est un village de Serbie situé dans la municipalité de Vrnjačka Banja, district de Raška. Au recensement de 2011, il comptait 52 habitants.

## Démographie
| 1948 | 1953 | 1961 | 1971 | 1981 | 1991 | 2002 | 2011 |
| ---- | ---- | ---- | ---- | ---- | ---- | ---- | ---- |
| 309  | 289  | 300  | 224  | 155  | 79   | 68   | 52   |

|  |